# Masae Ueno
Masae Ueno (上野 雅恵 Ueno Masae; Asahikawa, 17 januari 1979) is een voormalig judoka uit Japan, die haar vaderland driemaal op rij vertegenwoordigde bij de Olympische Spelen: in 2000 (Sydney), 2004 (Athene) en 2008 (Peking). Bij die laatste twee toernooien won Ueno de gouden medaille in de klasse tot 70 kilogram (middengewicht). 

## Erelijst

### Olympische Spelen
- – 2004 Athene, Griekenland (– 70 kg)
- – 2008 Peking, China (– 70 kg)

### Wereldkampioenschappen
- – 2001 München, Duitsland (– 70 kg)
- – 2003 Osaka, Japan (– 70 kg)

1992: Odalis Revé ·
1996: Cho Min-sun ·
2000: Sibelis Veranes ·
2004: Masae Ueno ·
2008: Masae Ueno ·
2012: Lucie Décosse ·
2016: Haruka Tachimoto · 
2020: Chizuru Arai · 
2024: Barbara Matić